# Yvonne Tollstén
Yvonne Dagmar Tollstén, född 26 september 1902 i Stockholm, död 4 mars 1995 i Frankrike, var en svensk-fransk målare.
Hon var dotter till Hugo Tollstén och Anna Maria Brodin och från 1929 gift med direktören Erik Louis Edelfelt. Tollstén studerade vid Kungliga konsthögskolan i Stockholm 1928–1929 och flyttade i samband med sitt giftermål till Frankrike där hon sedermera var verksam.